# Cilleruelo de Abajo
Cilleruelo de Abajo es un municipio y localidad española de la provincia de Burgos, en Castilla y León. Cuenta con una población de 209 habitantes (INE 2024).

## Geografía
El municipio cuenta con una única entidad de población. La localidad dista 58 km de la capital provincial por la autovía del Norte. Pertenece a la comarca del Arlanza. El territorio es llano con algunas ondulaciones, sobre todo hacia el noreste, y está atravesado por el río Henar. La altura del municipio es de 924 m sobre el nivel del mar. 
| Noroeste: Lerma                              | Norte: Lerma            | Noreste: Fontioso                      |
| Oeste: Torresandino                          |                         | Este: Fontioso, Comunidad de La Aynosa |
| Suroeste: Torresandino, Sotillo de la Ribera | Sur: Cabañes de Esgueva | Sureste: Santibáñez de Esgueva         |

## Historia
El actual pueblo de Cilleruelo de Abajo fue fundado a mediados del siglo X, durante la Reconquista, por un foramontano visigodo llamado Fañe Ovéquez, dando lugar al nombre Cilleruelo de Hannovequez, tomando el primer término de Cilla (igual a silo o granero) y añadiendo al final el nombre de su fundador. Puesto que junto al río Henar son dos los Cilleruelos que aparecen, corriendo el tiempo al poblado que se asienta más al sur le llamarán Cilleruelo de Abajo y, a sus habitantes, collalbos, porque estos subirán el pueblo de las orillas del río al collado albo (asentamiento sobre roca blanca de caliza), donde actualmente se encuentra la iglesia.
En la primera mitad del siglo XIII pertenecía al arcedianato de Palenzuela, bajo la denominación de Celleruel de Hañuéquez, tal como consta el Libro de Préstamos del Obispado de Burgos.
A finales del siglo XVI contaba con solo 30 vecinos, aumentando a 196 en 1843.
Villa, denominada entonces Cilleruelo de Abaxo encuadrada en la categoría de pueblos solos del partido de Aranda de Duero, jurisdicción de señorío ejercida por el Duque de Medinaceli quien nombraba su Alcalde Ordinario.
A la caída del Antiguo Régimen quedó constituida como ayuntamiento constitucional del mismo nombre, en el partido de Lerma perteneciente a la región de Castilla la Vieja, contaba entonces con 196 habitantes.

## Demografía
Cilleruelo de Abajo cuenta con una población de 209 habitantes (INE 2024).
| Gráfica de evolución demográfica de Cilleruelo de Abajo entre 1842 y 2021                                             |
| |
| Población de derecho según los censos de población del INE. Población de hecho según los censos de población del INE. |

## Patrimonio
Iglesia parroquial gótica con elementos renacentistas. Se emplean trompas aveneradas, de pequeño tamaño, en los ángulos del presbiterio, para pasar de la planta cuadrada a la pentagonal.

## Cultura

### Gastronomía
Lo más destacado de la gastronomía de la zona son las alubias rojas, la caza, las setas en temporada y el asado de cordero, así como los buenos vinos y una bebida especial que se prepara en Semana Santa, la limonada.

### Festividades y eventos
San Juan: 24 de junio. Se celebran la Fiesta de los Quintos y Procesión de la Virgen Nuestra Señora de los Prados (penúltimo fin de semana de agosto) y la Fiesta de Acción de Gracias y Procesión de la Virgen del Rosario (primer sábado de octubre).